# Bojan Kocew
Bojan Stojanow Kocew (bułg. Боян Стойчев Коцев, ur. 20 kwietnia 1930 we Wrażdebnej, obecnie części Sofii, zm. 23 czerwca 2013) – bułgarski kolarz.
Reprezentant Bułgarii na Letnich Igrzyskach Olimpijskich 1952 w Helsinkach oraz na Letnich Igrzyskach Olimpijskich 1960 w Rzymie. Na igrzyskach w Helsinkach uczestniczył w wyścigu indywidualnym ze startu wspólnego, którego nie ukończył i w jeździe drużynowej na 4000 metrów, w której był 16. W Rzymie również nie ukończył wyścigu indywidualnego, natomiast w drużynowym na 100 km był 17.
W latach 1952–1955, 1958 i 1959 startował w Wyścigu Pokoju.